# Kostrzewa nitkowata
Kostrzewa nitkowata (Festuca filiformis Pourr.) – gatunek rośliny z rodziny wiechlinowatych. Jako gatunek rodzimy występuje w Europie i północnej Afryce; ponadto zawleczony do Ameryki Północnej, Południowej oraz Nowej Zelandii. W Polsce jest gatunkiem nieczęstym; rośnie w rozproszeniu na obszarze całego kraju.

## Morfologia

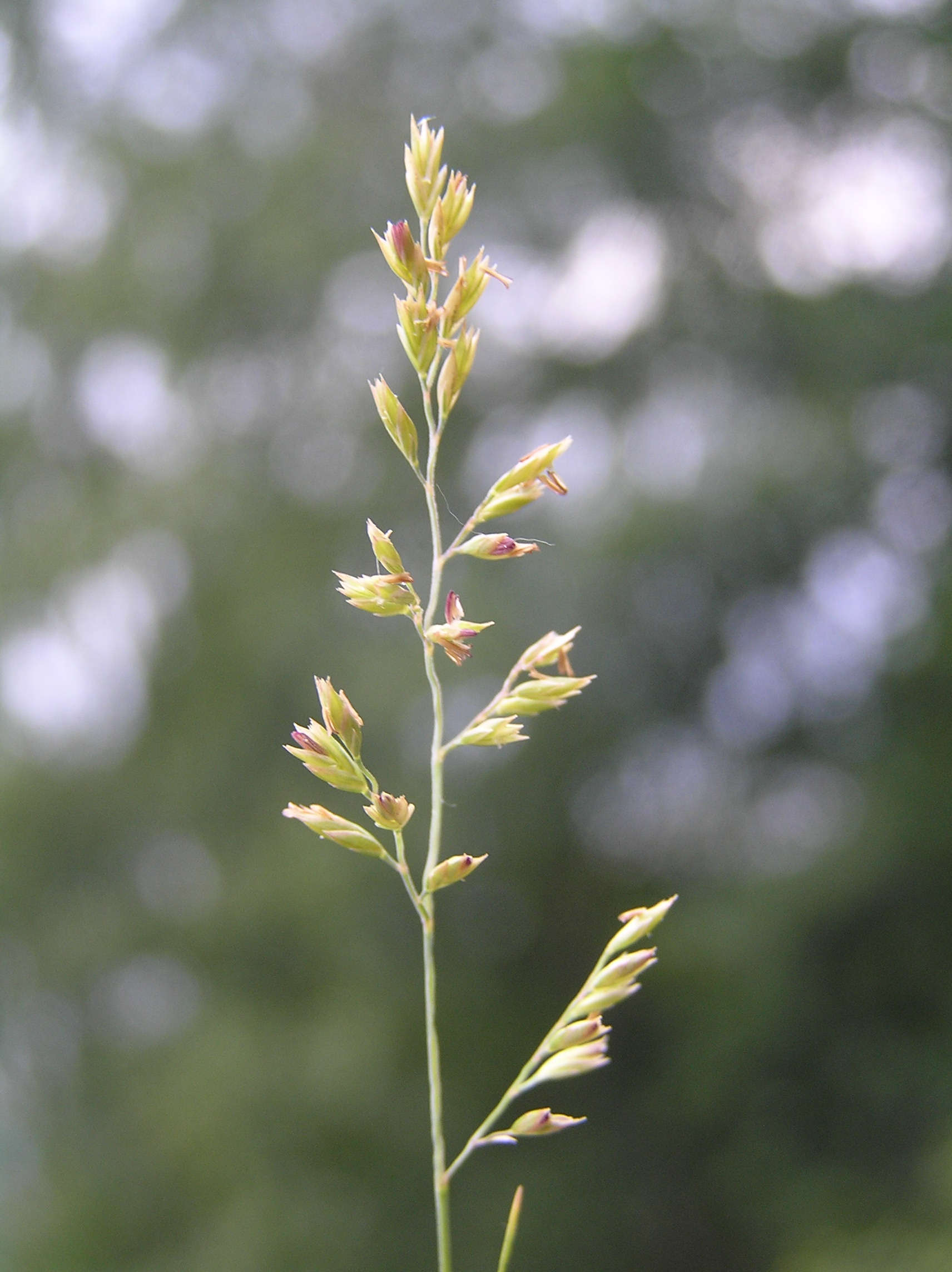
Kwiatostan

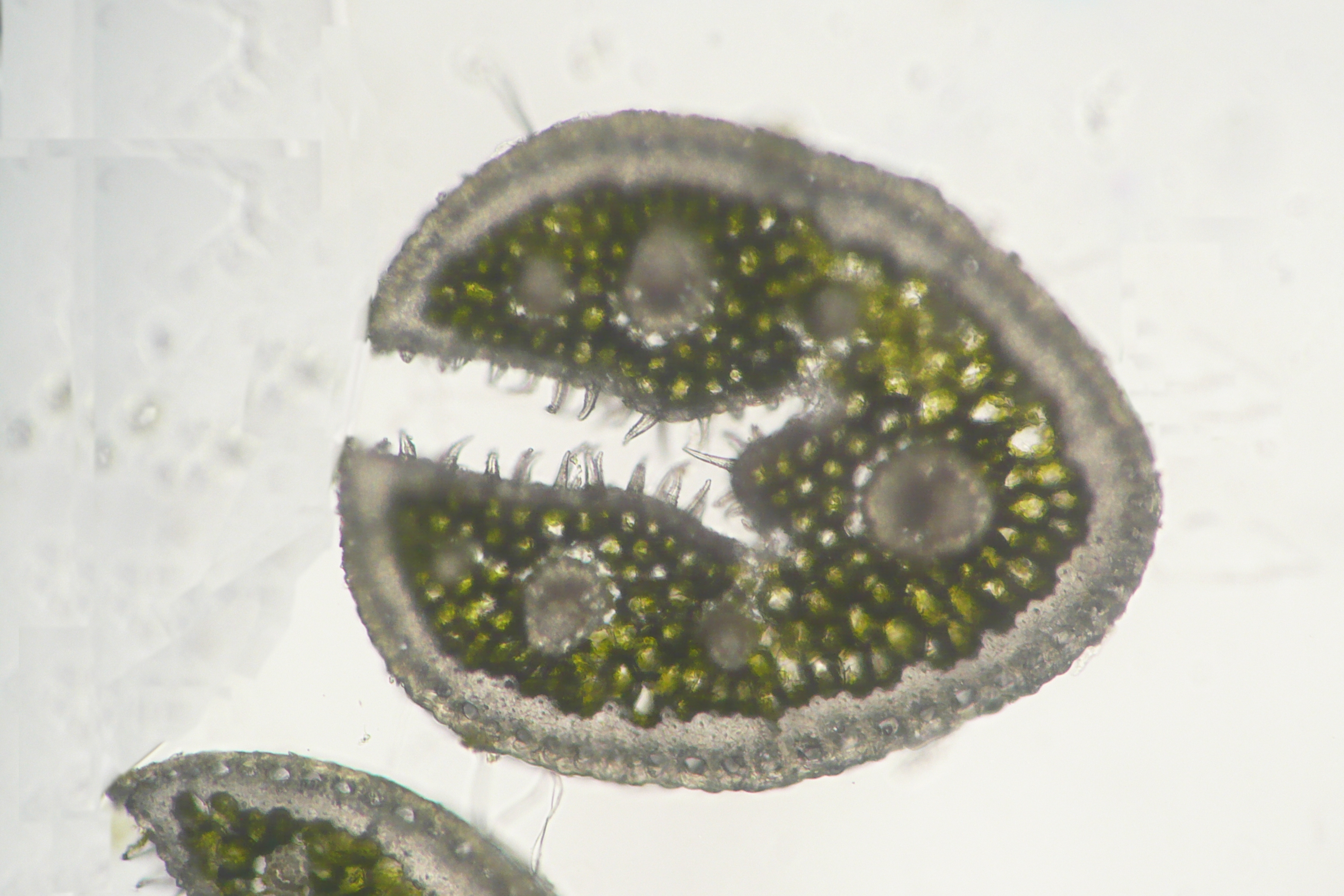
Przekrój liścia

ŁodygaŹdźbło o wysokości 10–50 cm.
LiścieProste, włosowate, szorstkie, 5-7-nerwowe, o średnicy 0,2–0,7 mm. Na powierzchni wewnętrznej znajduje się 1-3 żeber. Sklerenchyma w postaci jednolitego pierścienia.
KwiatyZebrane w kłoski o długości 3–6 mm, te z kolei zebrane w luźną wiechę o długości 2–8 cm. Plewka dolna bezostna.
OwocZiarniak.

## Biologia i ekologia
Bylina, hemikryptofit. Kwitnie od czerwca do lipca. Rośnie na wrzosowiskach. Liczba chromosomów 2n = 14.

## Zagrożenia i ochrona
Roślina umieszczona na polskiej czerwonej liście w kategorii DD (stopień zagrożenia nie może być określony).